# Charaxes phraortes
Charaxes phraortes är en fjärilsart som beskrevs av Doubleday 1847. Charaxes phraortes ingår i släktet Charaxes och familjen praktfjärilar. Inga underarter finns listade i Catalogue of Life.